# Eli Kohen (politik, 1972)
Eli Kohen (hebrejsky אלי כהן‎; * 3. října 1972 Cholon) je izraelský politik; od voleb v roce 2015 poslanec Knesetu za strany Kulanu a Likud. Byl ministr ekonomiky (2017–2020), ministr zpravodajských služeb (2020–2021), ministr zahraničních věcí (2022–2024) a ministr energetiky (2024–).

## Biografie
Žije ve městě Cholon. Je ženatý, má čtyři děti. Absolvoval Telavivskou univerzitu. Sloužil v Izraelské armádě, kde dosáhl hodnosti majora. Pracuje na vedoucích pozicích v managementu.
Ve volbách v roce 2015 byl zvolen do Knesetu za stranu Kulanu. V politice se chce zaměřovat na ekonomická témata, zejména na realitní sektor.
V srpnu 2024 policie provedla zásah na ministerstvu zahraničních věcí. Ministerstvo mělo podle podezření policie v době, kdy ho vedl Eli Kohen, vydávat diplomatické pasy osobám, které na něj neměly mít nárok (například syn předsedy vlády Benjamina Netanjahua nebo někteří politici za stranu Likud).